# Särkijärvi (sjö i Kuhmois, Mellersta Finland)
Särkijärvi är en sjö i kommunen Kuhmois i landskapet Mellersta Finland i Finland. Sjön ligger 127,2 meter över havet. Arean är 98 hektar och strandlinjen är 12,7 kilometer lång. Sjön  ingår i Kumo älvs huvudavrinningsområde.   Den ligger omkring 74 kilometer sydväst om Jyväskylä och omkring 170 kilometer norr om Helsingfors. 